# Preceptos de Ieyasu

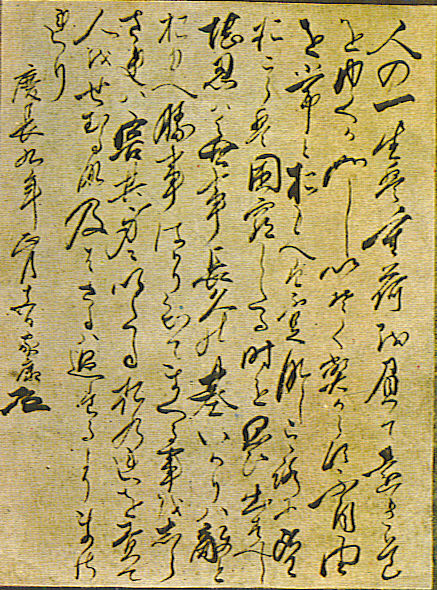
Preceptos sobre el secreto del éxito por Tokugawa Ieyasu.

El Testamento de Ieyasu también conocido como Preceptos de Ieyasu  o  Legado de Ieyasu, fue una declaración formal hecha por Tokugawa Ieyasu a su sucesor al trono.

## Historia
Ieyasu fue el primer shōgun del Shogunato Tokugawa. Sus palabras finales fueron habladas y escritas en el momento de su abdicación como shōgun de Japón y siendo testigos su ministro Honda Masazumi (1565-1637) y dos sacerdotes budistas. El documento histórico original está en los archivos del templo Nikkō Tōshō-gū en la Prefectura de Tochigi, Japón. 

### Traducción
Es una traducción de las palabras de Ieyasu: 
"La vida es como caminar a lo largo de un largo camino y asumir una carga pesada; No hay que darse prisa.
Nunca uno trata las dificultades ni el descontento como el estado normal de los asuntos.
La paciencia es la fuente de la eterna paz; trata la ira como un enemigo.
Daño caerá sobre quien sabe solamente del éxito y nunca ha experimentado el fracaso.
Culparse a sí mismo en lugar de otros.
Es mejor no llegar que ir demasiado lejos."
--Tokugawa Ieyatsu, 1604.
La traducción alternativa es:
La vida es como llevar una carga pesada.
Es mejor no correr precipitadamente hacia adelante.
Quien  acepta como natural para toda la vida no ir exactamente cómo quiere,no se sentirá insatisfecho.
En lugar de hacer demasiado, es mejor dejar las cosas sin hacer.
En la gestión de otros, dar completa atención a sus puntos buenos y pasar por alto sus puntos débiles.
--Tokugawa Ieyatsu, 1604.